# Irena Barbara Smoleńska-Zielińska
Irena Zielińska lub Barbara Zielińska, Barbara Smoleńska-Zielińska właściwie Irena Barbara Smoleńska-Zielińska – polska pedagog i muzykolog, specjalistka w zakresie nauki o sztukach pięknych, doktor habilitowany nauk humanistycznych w zakresie pedagogiki, wykładowca akademicki.
Była profesor Instytutu Edukacji Muzycznej na Wydziale Pedagogicznym i Artystycznym Uniwersytetu Humanistyczno-Przyrodniczego w Kielcach i profesor nadzwyczajny w Katedrze Dydaktyki i Pedagogiki Szkolnej Chrześcijańskiej Akademii Teologicznej w Warszawie.
Redaktorka (wraz z Marią Przychodzińską) podręcznika dla gimnazjum Bliżej muzyki (Wydawnictwa Szkolne i Pedagogiczne, Warszawa 2010).

## Wybrane publikacje
- Fryderyk Chopin i jego muzyka (Wydawnictwo Szkolne i Pedagogiczne, Warszawa 1995, ISBN 83-02-05738-X; II wydanie, poprawione i uzupełnione, Wydawnictwo Muzyczne Triangiel, Narodowy Instytut Fryderyka Chopina, Warszawa 2010, ISBN 978-83-88924-43-9, 978-83-61142-42-3). Książka została wydana także w języku japońskim pt. Shopan-no shōgai. Ketteiban (Ongaku-no Tomosha, Tokio 2001) oraz po węgiersku: Fryderyk Chopin. Élete és zenéje (Európa, Budapeszt 2009).
- Młodzież wobec wartości muzyki współczesnej (Wydawnictwo Akademii Muzycznej w Warszawie, Warszawa 2002, ISBN 83-87759-83-X)
- Przeżycie estetyczne muzyki (Wydawnictwo Szkolne i Pedagogiczne, Warszawa 1991, ISBN 83-02-04397-4 (Sztuka – kultura – wychowanie)